# Les Chasseurs de Dune
Les Chasseurs de Dune (titre original : Hunters of Dune) est un roman écrit par Brian Herbert et Kevin J. Anderson qui s’intègre dans l’univers de Dune de Frank Herbert.
L’action se déroule après les évènements de La Maison des Mères, dernière contribution de l’auteur initial de la saga. Après les cycles Avant Dune et Dune, la genèse précédant le cycle initial de Frank Herbert, le duo Brian Herbert et Kevin J. Anderson poursuit l’œuvre en livrant ce qui peut être considéré comme le septième tome de la série (sans compter la parution en deux livres du premier tome). Brian, ayant décidé de continuer l'œuvre de son père, aurait découvert dans un coffre, les ébauches de Frank pour le dernier livre de la saga.

## Résumé
Nous retrouvons les personnages de La Maison des Mères : Duncan Idaho, Sheeana, le ghola bashar Miles Teg, le maître tleilaxu Scytale, les Futars et la petite troupe de Bene Gesserit. Ces derniers ayant quitté la Planète du Chapitre après la décision de Murbella de fusionner Bene Gesserit et Honorées Matriarches, changement pressenti par Darwi Odrade.
Nous découvrons au fil du livre quel est l’ennemi que les Honorées Matriarches fuient, et quelle est l’origine exacte des Honorées Matriarches, des Futars et des nouveaux Danseurs Visage issus de la Dispersion. L’Oracle du Temps est également présenté … 